# Lepanthes viebrockiana
Lepanthes viebrockiana är en orkidéart som beskrevs av Carlyle August Luer och L.Jost. Lepanthes viebrockiana ingår i släktet Lepanthes och familjen orkidéer. Inga underarter finns listade i Catalogue of Life.